# Отчаянный ковбой
«Отчаянный ковбой» (англ. Cowboy) — американский вестерн 1958 года, срежиссированный Делмером Дэйвсом. Главные роли исполнили Гленн Форд и Джек Леммон. Фильм является адаптацией полубиографического романа Фрэнка Харриса «Мои воспоминания как ковбоя».

## Сюжет
Фрэнк Харрис, сын фермера из Иллинойса, работает в чикагском отеле, однако уверен, что это временная работа — он мечтает стать ковбоем и перегонщиком скота. Харрис влюбляется в одну их постоялиц отеля Марию, дочь преуспевающего скотовода из Мексики. Но отец Марии категорически против обручения, и спешно уезжает со всей семьёй в Мексику, освободив престижный номер для нового гостя — знаменитого погонщика Тома Риса. Желая последовать за возлюбленной, Харрис уговаривает Риса взять его в напарники, одолжив ему свои сбережения.
Первое время Фрэнку Харрису приходится нелегко, поскольку он не только не приспособлен к долгим переездам и неважно держится на лошади, но и по природе своей бескомпромиссен и с трудом терпит грубые выходки своих спутников. На его глазах один из погонщиков умирает от змеиного укуса из-за глупой шутки товарища, но после скромных похорон погибшего весь отряд, как ни в чём не бывало, отправляется в путь.
В Мексике Харрис узнаёт, что его возлюбленную уже выдали замуж. Поначалу он пытается её отвоевать, безрассудно бросив вызов её мужу на опасных играх с быком. Однако вместо него выступает опытный Рис, фактически спасший ему жизнь. В местном салуне Харрис замечает, что задира-погонщик Чарли вступает в конфликт с мексиканцами, но когда он уговаривает остальных ковбоев помочь ему, никто из них не соглашается. Харрис упрекает своих спутников в бесчеловечности, спровоцировав этим драку с Рисом. Он упорно не желает признать свою неправоту, хотя Чарли к утру возвращается в лагерь целым и невредимым.
Вскоре на караван нападают индейцы, чтобы угнать скот, и в схватке с ними Рис получает ранение. Харрис быстро захватывает старшинство и настаивает, что большая часть уцелевших коров принадлежит уже ему, а значительная часть потерянных — Рису. В дальнейшем он ведёт себя с другими погонщиками как самозванный лидер, и когда один из них умирает, не обращает на это никакого внимания. Во время переправки скота на поезде Харрис попадает в переделку, когда его едва не затаптывают коровы, и Рис без раздумий приходит ему на выручку. Это заставляет обоих вспомнить о порядочности, и в Чикаго они возвращаются как настоящие друзья.

## Актёры
| Актёр                  | Роль          |
| ---------------------- | ------------- |
| Гленн Форд             | Том Рис       |
| Джек Леммон            | Фрэнк Харрис  |
| Анна Кашфи             | Мария Видаль  |
| Дональд Рэндольф       | сеньор Видаль |
| Дик Йорк               | Чарли         |
| Кинг Донован           | Джо Коппер    |
| Брайан Донлеви         | Док Бендер    |
| Ричард Джекел          | Пол Кертис    |
| Виктор Мануэль Мендоса | Пако Мендоса  |
| Фрэнк Де Кова          | алькальд      |

## Отзывы и критика
Фильм был номинирован на премию «Оскар» за лучший монтаж в 1959 году. Босли Кроусер из The New York Times оценил игру актёров как среднюю. По его мнению, Гленн Форд опять играет язвительного персонажа, Джек Леммон не очень хорош в своей роли, его переходы между настроениями выглядят как фарс. Анна Кашфи — скорее живописный элемент фильма, а не его участник. В «Отчаянном ковбое» есть много элементов классического вестерна — драки, схватки с индейцами, романтическая линия, сцены со змеями. Но режиссёр Делмер Дэйвс обыграл эти клише, добавив съёмки среди коровьего стада и яркий контраст между грязными, грубыми сценами и романтической линией.